# Дајсонова сфера
Дајсонова сфера је хипотетичка мегаструктура коју је првобитно описао Фриман Дајсон. Таква „сфера“ би био систем сателита који би орбитирали око звезде, такав да у потпуности окружује звезду и конзумира већину енергије коју она зрачи. Дајсон је изнео идеју да би такве структуре представљале логичну последицу дугорочног пораста енергетских потреба технолошке цивилизације, и предложио да би потрага за постојањем таквих структура могла да води до откривања напредног ванземаљског живота.